# Congrés Internacional de Matemàtics de 1998
El Congrés Internacional de Matemàtics de 1998 va ser el vint-i-tercer Congrés Internacional de Matemàtics celebrat del 18 d'agost al 27 d'agost a Berlín, Alemanya.
Tom Lehrer va tocar la cançó That's Mathematics! durant el Congrés.

## Festival de VideoMath
Durant el Congrés es va celebrar el festival VideoMath. Va ser el primer festival dedicat a vídeos sobre matemàtiques. Els vídeos van ser seleccionats per un jurat internacional en un concurs mundial. S'adrecen a un públic general interessat en ciència popular, temes matemàtics i aplicacions de les matemàtiques a la vida quotidiana.
Outside In, creat per Silvio Levy, Delle Maxwell i Tamara Munzner, va ser el guanyador del festival.

## Aspectes científics
El matemàtic britànic Andrew Wiles va ser homenatjat amb la placa de plata IMU de la Unió Matemàtica Internacional. Richard E. Borcherds, Timothy Gowers, Maxim Kontsevich i Curtis T. Mcmullen van ser guardonats amb les medalles Fields.